# Terlinguaïta
La terlinguaïta és un mineral de la classe dels halurs. Anomenat així per la seva localitat tipus, Terlingua, a Texas.

## Característiques
La terlinguaïta és un halur de fórmula química (Hg₂2+)Hg₂2+Cl₂O₂. Cristal·litza en el sistema monoclínic. La seva duresa a l'escala de Mohs és 2 a 3. Es torna immediatament negra quan es tracta amb sulfur d'hidrogen. L'amoni produeix un canvi lent cap al color negre. A conseqüència del seu contingut de mercuri és recomanable ser curosos amb el seu tractament. Segons la classificació de Nickel-Strunz, la terlinguaïta pertany a «03.DD: Oxihalurs, hidroxihalurs i halurs amb doble enllaç, amb Hg» juntament amb els següents minerals: eglestonita, kadyrelita, poiarkovita, hanawaltita, vasilyevita, pinchita, gianel·laïta, mosesita, kleinita, tedhadleyita, terlinguacreekita, kelyanita, aurivilliusita i comancheïta.

## Formació i jaciments
Es troba en zones oxidades de dipòsits de mercuri. Ha estat descrita a Amèrica, Àsia i Europa.